# Asrock
ASRock Inc. este un producător de plăci de bază, plăci video, PC-uri industriale și HTPC-uri, cu sediul în Taiwan condus de către Ted Hsu. A fost inființata in 2002 și este deținuta în prezent de Pegatron Corporation.

## Istorie
ASRock a fost inițial desprinsă din Asus în 2002 pentru a concura cu anumite companii precum Foxconn pentru piața de mărfuri OEM. De atunci, ASRock s-a dezvoltat impetuos în sectorul DIY iar planurile pentru dezvoltarea companiei au început în 2007 cu o lansare de succes pe Bursa de valori din Taiwan .[1] 

ASRock și-a format o reputație pentru preț bun (cost/performante) din partea site-urilor web tehnice,[2] inclusiv premii și recomandări pentru o gamă largă de produse.
ASRock a vândut 8 milioane de plăci de bază în 2011, în comparație cu ECS si MSI care au vândut 7 milioane de plăci fiecare. Cifrele, citate în Digitimes, au clasificat ASRock pe locul trei după Asustek și Gigabyte. Este o îmbunătățire impresionantă după performanțele din 2009, iar în 2010 rezultatele au plasat ASRock în fruntea companiilor MSI și ECS. Toate acestea au plasat ASRock ca un producător la nivel de top.

## Produse și service
Pe lângă plăcile de bază, mini-computerele pentru desktop de la ASRock oferă un grad ridicat de competivitate în rândul comunității internaționale. Aceste serii de produse sunt deseori recomandate de către media și dețin un palmares impresionant. Trei produse ASRock au fost nominalizate pentru 2012 Taiwan Brand Award pentru prima dată, apoi au devenit produse garantate ale Consiliului de Dezvoltare pentru Comertul Extern atunci când au promovat imaginea calității tuturor brandurilor din Taiwan, la nivel global. In 2012, ASRock a intrat pe piața PC-urilor industriale și a plăcilor de bază server și se estimează să obțină un profit foarte bun în viitor.

## Premii onorifice
Lider în fabricarea plăcilor de bază, ASRock, se axează pe segmentul mainstream până la segmentul de entuziaști pentru diferite tipuri de utilizatori și deține o reputație internatională pentru fiabilitatea și competențele sale. 
In ceea ce privesc cercetările și dezvoltarea, ASRock și-a construit propriul brand prin inovație încă din 2002. Cu funcțiile unice precum XFast 555 (XFast RAM, XFast LAN, XFast USB), seria de plăci de bază ASRock seria 7 permite utilizatorilor să experimenteze un boost de performanță ( de 5x mai rapid) referitor la performanțele PC-ului, viteza LAN și viteza de transfer USB. ASRock și-a format o reputație pentru fabricarea plăcilor de bază fiabile cu prețuri foarte accesibile.   
Pe lângă vânzările record din industria de profil, produsele multi-premiate sunt recomandate de mass-media globală. Spre exemplu, ASRock a câștigat 2012 Recommended Buy Award de la Tom’s Hardware cu placa X79 Extreme4 și a mai câștigat 2012 Editor Recommended Award de la Xbit labs cu placa Z77 Extreme4.
Mai mult, ASRock Z68 Extreme7 Gen3, Fatal1ty Z68 Professional Gen3 și seria mini PC au fost premiate cu trei premii 2011 Taiwan Brand Awards, ce au garantat imaginea calității industriei din Taiwan.

## Acoperire de piață
ASRock este producătorul de plăci de bază numarul 3 în lume iar canalele de distribuție sunt magazinele electronice, magazinele PC, retaileri de gadget-uri și magazinele online. Regiunile cu vânzări importante includ Europa, cu 37.68%, America Centrală și de Sud au înregistrat un procent de 21.13%, regiunea Asia Pacific a înregistrat 40.95% iar pe alte piețe s-a inregistrat un procent de numai 0.24%. Per total ASRock a înregistrat vânzări majore în Asia și în Europa referitor la performanțele generale.

## Analiza de piață
Conform raportului anual pentru Digitimes 2011, ASRock depune eforturi în crearea propriului brand și s-a dezvoltat rapid în ultimii ani. In momentul de față, ASRock este producătorul mondial de plăci de bază numărul trei din ultimii doi ani. Performanțele generale s-au remarcat treptat la nivel mondial. 